# اسمانتوس
اسمانتوس (نام علمی: Osmanthus) نام یک سرده از تیره زیتون است.
به معنای گل معطر است. این گیاه در آپارتمان در تمام سال شاداب می‌ماند اگر در اتاق بخاری نباشد و گاهی هم نور مستقیم آفتاب به آن بتابد. رشد این گیاه کند است؛ برگهای آن سفت و لبه ناصاف اند و در آپارتمان به ندرت گل می‌دهد.

## روش نگهداری
در جای خنک اما بالاتر از دمای یخبندان نگهداری شود. نباید دمای شب بالاتر از ۱۷ درجه سانتی گراد باشد. نور زیاد و گاهی تابش مستقیم نور آفتاب لازم است. به آب زیاد نیاز ندارد. در فصل بهار با قلمه تکثیر می‌شود.